# Bondage-Tape

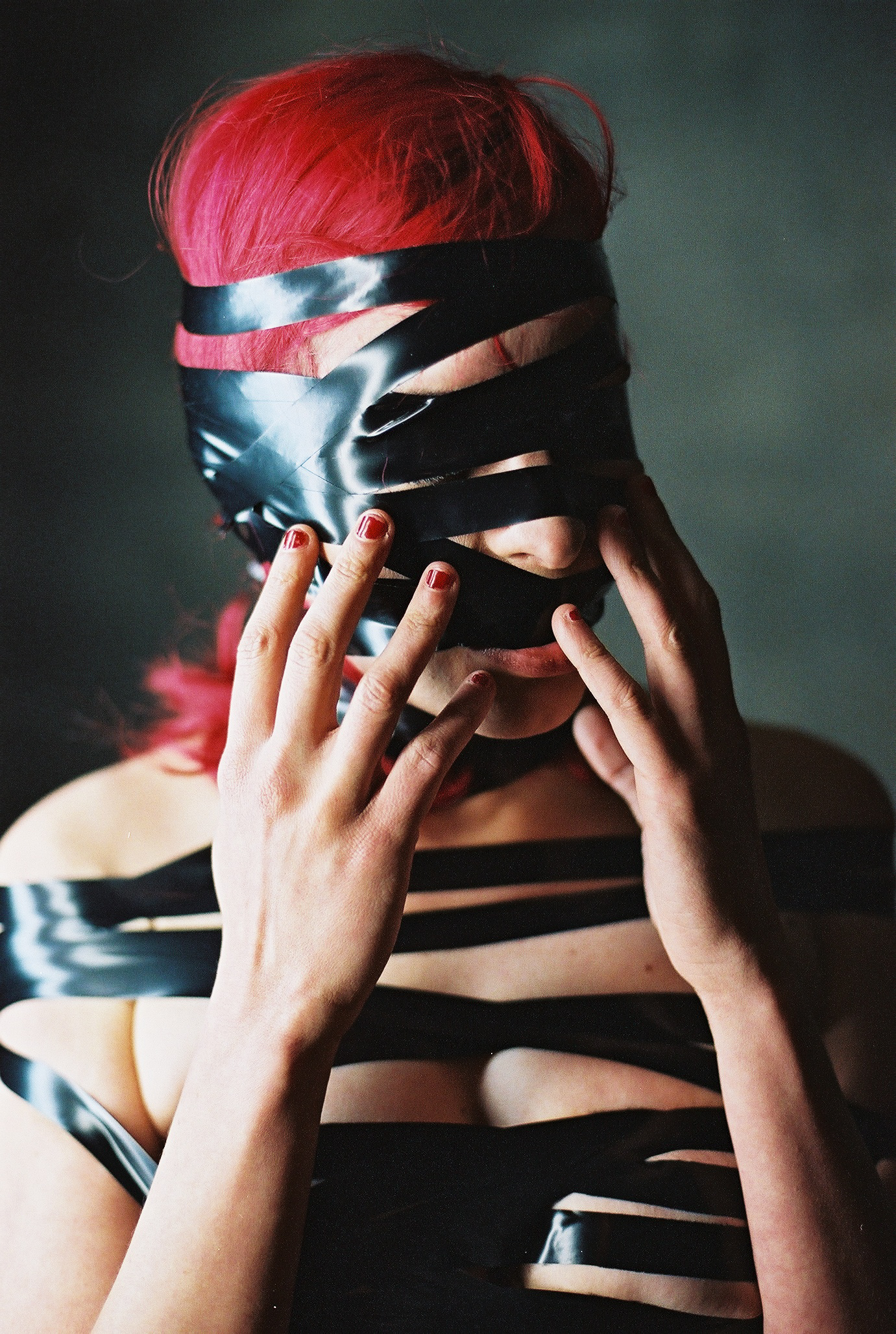
Bondage-Tape in der Anwendung

Bondage-Tape ist ein 5 bis 7 cm breiter Streifen aus dünnem Kunststoff, etwa PVC. Es ist in verschiedenen Farben auf Rollen von etwa 18 m Länge im Handel. Anders als bei herkömmlichem Klebeband ist keine Seite des Bandes mit einer Klebeschicht versehen. Durch die glatte Oberfläche haftet es adhäsiv, ähnlich einer Frischhaltefolie. 
Ein Bondage-Tape wird im Bereich des erotischen Fesselns benutzt, um jemanden zu fesseln, zu knebeln, um jemandem die Augen zu verbinden oder auch einen Butt-Plug in seiner Stellung zu fixieren. Bondage-Tape kann einfach wieder entfernt werden und verklebt nur mit sich selbst, nicht mit Haut, Haaren oder Einrichtungsgegenständen. Nach der Benutzung kann das Band wieder (mehr oder weniger) faltenfrei auf eine Rolle zurückgewickelt werden; im Notfall lässt es sich mit einer Schere o. ä. aufschneiden.
Solange das Bondage-Tape flach auf dem Körper aufliegt, ist das Risiko, dass Blutgefäße abgeklemmt werden, geringer als beispielsweise bei Seilen. Ein Verdrehen des Bandes kann aber auch verengte und kneifende Stellen erzeugen und möglicherweise dazu führen, dass der Blutkreislauf gestört oder unterbrochen wird, so dass Taubheitsgefühle auftreten.